# Rothorn (Sankt Niklaus)
Rothorn är en bergstopp i Schweiz.   Den ligger i distriktet Leuk och kantonen Valais, i den södra delen av landet, 90 km söder om huvudstaden Bern. Toppen på Rothorn är 3 278 meter över havet, eller 81 meter över den omgivande terrängen. Bredden vid basen är 0,77 km.
Terrängen runt Rothorn är huvudsakligen bergig, men den allra närmaste omgivningen är kuperad. Närmaste större samhälle är Sierre, 19,5 km nordväst om Rothorn. 
Trakten runt Rothorn består i huvudsak av gräsmarker. Runt Rothorn är det ganska glesbefolkat, med 34 invånare per kvadratkilometer.